# 10378 Інгмарбергман
10378 Інгмарбергман (10378 Ingmarbergman) — астероїд головного поясу, відкритий 14 липня 1996 року.
Тіссеранів параметр щодо Юпітера — 3,282.
Названий на честь шведського режисера театру й кіно, сценариста, письменника Інгмара Бергмана